# 东洋对囊蕨
东洋对囊蕨（学名：Deparia japonica）也称假蹄盖蕨，为蹄盖蕨科对囊蕨属下的一个种。